# Estatísticas da Gronelândia

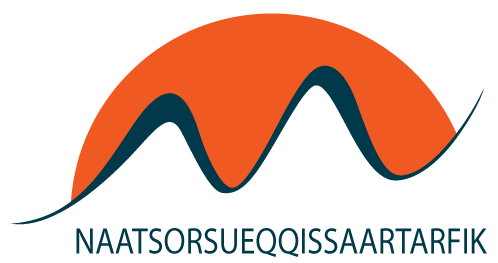
logo da Natsorsueqqissartarfik / estatísticas da Groenlândia

Estatísticas da Gronelândia (em groenlandês/gronelandês:  Kalaallit Nunaanni Naatsorsueqqissaartarfik, em dinamarquês:  Grønlands Statistik) é uma agência do governo gronelandês encarregada de recolher e compilhar dados estatísticos acerca da Gronelândia e dos gronelândeses. Sediada em Nuuk, a capital da Gronelândia, a organização foi fundada em 19 de julho de 1989.